# 相互銀行
相互銀行（そうごぎんこう）とは、相互銀行法（昭和26年法律第199号）に基づく金融機関である。

## 概説
相互銀行は主に中小企業などを顧客対象として業務を行い、また無尽から発展した相互掛金を主な商品として取り扱っていた。営業範囲はほぼ本店所在地である一都道府県内に限定されていた。
金融機関の合併及び転換に関する法律（昭和43年法律第86号、通称：合転法）に基づく認可により1989年（平成元年）、徳陽銀行と東邦相互銀行を除く全ての相互銀行が普通銀行（第二地方銀行）に転換。残る徳陽相互銀行が翌1990年（平成2年）に德陽シティ銀行へ転換、東邦相互銀行が1992年（平成4年）4月1日に地方銀行の伊予銀行へと吸収合併されたことで相互銀行は消滅。直後に相互銀行法も廃止され、法的にも消滅した企業形態となった。
相互銀行を転換した第二地方銀行は地方銀行よりも小規模なものがほとんどであったため、バブル崩壊後の平成不況により、合併や経営破綻して法人格が消滅したものも少なくない。
普通銀行転換前、普通銀行と違って民放のCM規制が無かったため、ラジオ番組を中心に番組スポンサーになっていた相互銀行もあった。
普通銀行（都市銀行・(相互銀行ではない)地方銀行）の経営トップは一般的に「頭取」と称するが、相互銀行の場合は「社長」と称していた。普通銀行への転換時にほとんどが「頭取」に改めたが、一部に「社長」の呼称を引き続き用いているところもある。

## 相互銀行の成り立ち
相互銀行は成り立ちから下記の3つに分類する事が出来る。
- 相互銀行法の規定により免許を受け相互銀行となった無尽会社 - 株式会社中央相互銀行[注釈 5]ほか多数存在する。なお、無尽会社もまた戦前より営業していた「無尽会社」と、戦後勃興した看做無尽を営む「殖産会社」に分類される。
  - 無尽会社 - 株式会社日本相互銀行、株式会社第一相互銀行など[注釈 6]
  - 殖産会社 - 株式会社平和相互銀行[注釈 7]、株式会社殖産相互銀行[注釈 8]など
  - 上記の業態は、現代の視点では一般の資金を預金に近似した形態で受け入れつつ実質的に「貸金業」を行っていた業態である。
- 相互銀行として設立された株式会社 - 株式会社神奈川相互銀行[注釈 9]、株式会社三栄相互銀行[注釈 10]など
  - これは中小零細金融の資金需要を喫緊に満たす必要にせまられ、当時の法制上普通銀行と比べ設立認可が容易であった簡易銀行である相互銀行形態を選択したものである。
- 金融機関の合併及び転換に関する法律に基づく認可により相互銀行に転換した他の金融機関 - 株式会社長野相互銀行[注釈 11]など

## かつて存在した全国の相互銀行一覧
- 「1989年普銀転換」の後の記号は転換時期を示す。

無印……02月1日（52行。第1次一斉転換）
　◎……04月1日（10行。第2次一斉転換）
　△……08月1日（03行。第3次一斉転換）
　□……10月1日（01行）
- 銀行名の末尾につく記号については次のとおり。

×……現在は法人格が消滅したもの
▲……法人格は存続しているものの、第二地方銀行ではなくなったもの

### 無尽会社から転換
ここでは、北海道・東北・関東・中部・北陸・近畿・中国・四国・九州・新規設立・その他の一覧で区別する。
| 銀行名           | 転換時期・法人格消滅・法人格存続 | 備考 |
| ---------------- | -------------------------------- | --- |
| 北洋相互銀行     |                                  | 北海道無尽→北洋無尽、1989年普銀転換。現在の北洋銀行、北海道 |
| 北海道相互銀行   | ×                                | 北海道無尽、1989年普銀転換。札幌銀行を経て2008年北洋銀行に吸収合併、北海道 |
| 弘前相互銀行     | ×                                | 弘前無尽、1976年に青和銀行に吸収合併。みちのく銀行を経て2025年青森銀行に吸収合併、現在の青森みちのく銀行、青森県 |
| 秋田相互銀行     | ×・◎                             | 秋田無尽、1989年普銀転換。秋田あけぼの銀行を経て羽後銀行に吸収合併、現在は北都銀行、秋田県 |
| 山形相互銀行     | ×                                | 両羽無尽、1989年普銀転換。山形しあわせ銀行を経て殖産銀行に吸収合併され解散。現在のきらやか銀行、山形県 |
| 殖産相互銀行     |                                  | 山形殖産→山形殖産無尽、1989年普銀転換。殖産銀行を経て山形しあわせ銀行を吸収合併し、現在はきらやか銀行、山形県 |
| 北日本相互銀行   |                                  | 興産無尽、1966年に興産相互銀行から商号変更し、1989年普銀転換。現在の北日本銀行、岩手県 |
| 德陽相互銀行     | ×                                | 三徳無尽、1990年普銀転換。德陽シティ銀行を経て1997年経営破綻。宮城県 |
| 振興相互銀行     |                                  | 振興無尽、1989年普銀転換。現在の仙台銀行、宮城県 |
| 福島相互銀行     |                                  | 湯本信用無尽→福島無尽金庫、1989年普銀転換。現在の福島銀行、福島県 |
| 大東相互銀行     |                                  | 大東無尽、1989年普銀転換。現在の大東銀行、福島県 |
| ときわ相互銀行   |                                  | 常磐無尽、1973年に常磐相互銀行から商号変更し、1989年普銀転換。現在の東日本銀行、設立は茨城県、現在は東京都 |
| 東陽相互銀行     | ×                                | 下妻無尽、1989年普銀転換。つくば銀行を経て2003年関東銀行に吸収合併。関東つくば銀行を経て現在の筑波銀行、茨城県 |
| 茨城相互銀行     | ×                                | 茨城無尽、1989年普銀転換。茨城銀行を経て2010年関東つくば銀行に吸収合併。現在の筑波銀行、茨城県 |
| 栃木相互銀行     |                                  | 栃木無尽、1989年普銀転換。現在の栃木銀行、栃木県 |
| 大生相互銀行     |                                  | 大生無尽、1989年普銀転換。現在の東和銀行、群馬県 |
| 千葉相互銀行     |                                  | 千葉合同無尽、1989年普銀転換。現在の京葉銀行、千葉県 |
| 日本相互銀行     | ×                                | 日本無尽、1968年普銀転換し太陽銀行。その後、神戸銀行に吸収合併され、太陽神戸銀行・太陽神戸三井銀行・さくら銀行を経て現在の三井住友銀行、東京都 |
| 平和相互銀行     | ×                                | 平和貯蓄殖産無尽、1986年に住友銀行に吸収合併、現在の三井住友銀行、東京都 |
| 第一相互銀行     | ×・□                             | 相互無尽、1989年普銀転換。太平洋銀行を経て1996年経営破綻。受け皿会社のわかしお銀行への事業譲渡を経て、三井住友銀行（初代）を吸収合併し、現在の三井住友銀行（2代目）、東京都                                                                                      |
| 東京相互銀行     | ×                                | 東京殖産無尽、1989年普銀転換。東京相和銀行を経て1999年経営破綻。2001年に、ローンスターなどが設立した受け皿となった東京スター銀行が事業を継承、東京都 |
| 静岡相互銀行     | △                                | 大洋無尽、1957年に大洋相互銀行が静神相互銀行を合併して商号変更、1989年普銀転換。現在の静岡中央銀行、静岡県 |
| 静神相互銀行     | ×                                | 駿河無尽、1957年に大洋相互銀行に合併。現在の静岡中央銀行、静岡県 |
| 中部相互銀行     | ×                                | 西遠無尽、1989年普銀転換。中部銀行を経て2002年経営破綻。静岡県 |
| 岐阜相互銀行     | ×                                | 岐阜無尽、1989年普銀転換、岐阜銀行となるも、経営悪化のため2012年に十六銀行に吸収合併され消滅。岐阜県 |
| 名古屋相互銀行   |                                  | 名古屋殖産無尽、1989年普銀転換。現在の名古屋銀行、愛知県 |
| 中央相互銀行     |                                  | 中央無尽、1989年普銀転換。愛知銀行を経て2025年に中京銀行を吸収合併。現在のあいち銀行、愛知県 |
| 中京相互銀行     | ×                                | 太道無尽、1969年に太道相互銀行が名古屋信用金庫を合併して商号変更、1989年普銀転換。中京銀行を経て2025年に愛知銀行に吸収合併され、現在のあいち銀行。設立は三重県、現在は愛知県                                                                                     |
| 第三相互銀行     | ▲                                | 三重無尽、1989年普銀転換。第三銀行を経て2021年に三重銀行を吸収合併し（第一）地方銀行に転換。現在の三十三銀行、三重県 |
| 新潟相互銀行     | ×                                | 新潟無尽、1989年普銀転換。新潟中央銀行を経て1999年経営破綻。新潟県 |
| 大光相互銀行     | △                                | 大光無尽、1989年普銀転換。現在の大光銀行、新潟県 |
| 富山相互銀行     |                                  | 富山合同無尽、1989年普銀転換。現在の富山第一銀行、富山県 |
| 加州相互銀行     | ×                                | 北陸無尽、1989年普銀転換。石川銀行を経て2001年経営破綻。石川県 |
| 福井相互銀行     | ◎                                | 福井無尽、1989年普銀転換。現在の福邦銀行、福井県 |
| 滋賀相互銀行     | ×                                | 滋賀無尽、1989年普銀転換。びわこ銀行を経て2010年関西アーバン銀行に吸収合併、さらに近畿大阪銀行と合併し、現在の関西みらい銀行、滋賀県 |
| 京都相互銀行     | ×・◎                             | 昭和産業無尽、1964年に昭和産業相互銀行から商号変更し、1989年普銀転換。京都共栄銀行を経て1997年経営破綻。最終的に関西さわやか銀行が受け皿となった。関西さわやか銀行は後に関西銀行と合併し関西アーバン銀行、さらに近畿大阪銀行と合併し現在の関西みらい銀行。京都府 |
| 関西相互銀行     | ×                                | 山城無尽、1989年普銀転換。関西銀行を経て関西さわやか銀行を吸収合併。関西アーバン銀行を経てさらに近畿大阪銀行と合併し、現在の関西みらい銀行、設立は京都府、現在は大阪府                                                                                           |
| 大阪相互銀行     | ×                                | 大阪無尽、1989年普銀転換。なにわ銀行を経て1998年福徳銀行と合併しなみはや銀行を設立。1999年経営破綻。事業譲渡先となった大和銀行・近畿大阪銀行を経て現在のりそな銀行・関西みらい銀行。大阪府                                                                       |
| 福徳相互銀行     | ×                                | 福徳殖産無尽、1989年普銀転換。福徳銀行を経て1998年なにわ銀行と合併しなみはや銀行を設立。1999年経営破綻。事業譲渡先となった大和銀行・近畿大阪銀行を経て現在のりそな銀行・関西みらい銀行。大阪府                                                                   |
| 幸福相互銀行     | ×                                | 幸福無尽、1989年普銀転換。幸福銀行を経て1999年経営破綻。受け皿となった関西さわやか銀行への事業譲渡を経て、関西銀行と合併し関西アーバン銀行、さらに近畿大阪銀行と合併し現在の関西みらい銀行。無尽時代の最末期に和歌山県より大阪府に移転                           |
| 近畿相互銀行     | ×                                | 近畿無尽、1989年普銀転換。近畿銀行を経て2000年大阪銀行に吸収合併され、近畿大阪銀行。さらに関西アーバン銀行と合併し、現在の関西みらい銀行、大阪府 |
| 大正相互銀行     | ×・◎                             | 関西住宅無尽、1989年普銀転換。大正銀行を経て現在の徳島大正銀行、無尽時代に兵庫県より大阪府に移転、2016年に、香川県に本社を置くトモニホールディングスの傘下に入り、その後徳島銀行に吸収され消滅。現在の徳島大正銀行                                               |
| 興紀相互銀行     | ×                                | 興紀無尽、1989年普銀転換。阪和銀行を経て1996年経営破綻。和歌山県 |
| 和歌山相互銀行   | ×                                | 和歌山無尽、1989年普銀転換。和歌山銀行を経て2006年紀陽銀行に吸収合併。和歌山県 |
| 兵庫相互銀行     | ×                                | 兵庫無尽1989年普銀転換。兵庫銀行を経て1995年経営破綻。受け皿会社のみどり銀行への事業譲渡を経て、阪神銀行に吸収合併され、現在みなと銀行、兵庫県 |
| 阪神相互銀行     |                                  | 七福相互無尽、1966年に七福相互銀行から商号変更し、1989年普銀転換。阪神銀行を経て、1999年みどり銀行を吸収合併、現在のみなと銀行、兵庫県 |
| 山陽相互銀行     | ◎                                | 三和無尽、1969年に三和相互銀行から商号変更し、1989年普銀転換。現在のトマト銀行、岡山県 |
| 広島相互銀行     |                                  | 広島無尽、1989年普銀転換。広島総合銀行を経て2004年せとうち銀行に吸収合併。現在のもみじ銀行、広島県 |
| 呉相互銀行       | ×                                | 呉無尽、1989年普銀転換。せとうち銀行を経て2004年広島総合銀行に吸収合併。現在のもみじ銀行、広島県 |
| 扶桑相互銀行     | ×・◎                             | 鳥取無尽、1989年普銀転換。ふそう銀行を経て1991年山陰合同銀行に吸収合併。鳥取県 |
| 松江相互銀行     | △                                | 松江相互無尽、1989年普銀転換。現在の島根銀行、島根県 |
| 山口相互銀行     |                                  | 山口無尽、1989年普銀転換。現在の西京銀行、山口県 |
| 高松相互銀行     | ×                                | 寿殖産無尽、1971年兵庫相互銀行（現在のみなと銀行）に合併。香川県。後身のみなと銀行は、香川県内はもとより、他の四国3県にも店舗を持っていない。 |
| 香川相互銀行     |                                  | 香川無尽、1989年普銀転換。現在の香川銀行、香川県。2010年徳島銀行と経営統合（トモニホールディングス傘下） |
| 徳島相互銀行     |                                  | 徳島無尽、1989年普銀転換。徳島銀行を経て現在の徳島大正銀行、徳島県。2010年香川銀行と経営統合（トモニホールディングス傘下） |
| 高知相互銀行     |                                  | 高知無尽、1989年普銀転換。現在の高知銀行、高知県 |
| 愛媛相互銀行     |                                  | 愛媛無尽、1989年普銀転換。現在の愛媛銀行、愛媛県 |
| 東邦相互銀行     | ×                                | 東邦建物無尽、1992年伊予銀行に吸収合併、愛媛県 |
| 西日本相互銀行   | ▲                                | 西日本無尽、1984年に高千穂相互銀行を合併の上、普通銀行（（第一）地方銀行）に転換し、西日本銀行へ。その後福岡シティ銀行と合併し、現在の西日本シティ銀行、福岡県                                                                                                   |
| 福岡相互銀行     | ×                                | 福岡無尽、1989年普銀転換。福岡シティ銀行を経て西日本銀行に吸収合併。現在の西日本シティ銀行、福岡県 |
| 正金相互銀行     |                                  | 正金殖産無尽、1989年普銀転換。現在の福岡中央銀行、福岡県 |
| 豊和相互銀行     |                                  | 大豊殖産無尽、1989年普銀転換。現在の豊和銀行、大分県 |
| 佐賀相互銀行     | ◎                                | 佐賀無尽、1989年普銀転換。現在の佐賀共栄銀行、佐賀県 |
| 長崎相互銀行     |                                  | 長崎無尽、1989年普銀転換。現在の長崎銀行、長崎県 |
| 九州相互銀行     | ×                                | 九州無尽、1989年普銀転換。九州銀行を経て2003年親和銀行に吸収合併。現在の十八親和銀行、長崎県 |
| 熊本相互銀行     |                                  | 熊本無尽、1989年普銀転換。（旧）熊本銀行を経て、1992年に肥後ファミリー銀行を吸収合併。熊本ファミリー銀行を経て現在の熊本銀行、熊本県 |
| 肥後相互銀行     | ×                                | 肥後無尽、1989年普銀転換。肥後ファミリー銀行を経て、1992年に（旧）熊本銀行に吸収合併される。熊本ファミリー銀行を経て現在の熊本銀行、熊本県 |
| 高千穂相互銀行   | ×                                | 宮崎共栄殖産無尽、1984年西日本相互銀行が救済合併の上、西日本銀行を経て、現在の西日本シティ銀行、宮崎県 |
| 宮崎相互銀行     |                                  | 宮崎無尽、1989年普銀転換。現在の宮崎太陽銀行、宮崎県 |
| 旭相互銀行       |                                  | 鹿児島無尽、1989年普銀転換。現在の南日本銀行、鹿児島県） |
| 三栄相互銀行     | ×・◎                             | 1953年設立、1989年普銀転換。奈良銀行を経てりそな銀行に吸収合併、奈良県 |
| 国民相互銀行     | ×・◎                             | 1953年設立、1989年普銀転換。国民銀行を経て1999年経営破綻。八千代銀行に営業譲渡を経て現在のきらぼし銀行、東京都 |
| 神奈川相互銀行   | ◎                                | 1953年設立、1989年普銀転換。現在の神奈川銀行、神奈川県 |
| 長野相互銀行     |                                  | 1970年に長野県商工信用組合が相互銀行に転換、1989年普銀転換。現在の長野銀行、長野県 |
| 沖縄相互銀行     |                                  | 1972年沖縄の本土復帰に伴い相互銀行免許付与、1989年普銀転換。現在の沖縄海邦銀行、沖縄県。米国統治下の沖縄において、現在の沖縄銀行及び沖縄海邦銀行の前身にあたる以下の相互銀行が存在した。本土と同名の銀行もあるが無関係である。                                   |
| 三和相互銀行     |                                  | 三和無尽、1955年相互銀行に転換。1963年沖縄銀行が買収 |
| 東洋相互銀行     |                                  | 1960年、みやこ無尽の営業を引き継ぎ設立。1964年沖縄銀行に合併 |
| 南陽相互銀行     |                                  | 南陽無尽、1954年相互銀行に転換。1964年、共栄・八重山両相銀を合併。1971年沖縄銀行に合併 |
| 共栄相互銀行     |                                  | 宮古共栄無尽、1954年相互銀行に転換。1964年南陽相互銀行に合併 |
| 八重山相互銀行   |                                  | 八重山無尽、1957年相互銀行に転換。1964年南陽相互銀行に合併 |
| (旧)沖縄相互銀行 |                                  | 沖縄無尽、1953年相互銀行に転換。1964年第一相互銀行と合併し中央相互銀行を設立 |
| 第一相互銀行     |                                  | 那覇無尽、1953年相互銀行に転換。1964年沖縄相互銀行と合併し中央相互銀行を設立 |
| 中央相互銀行     |                                  | 1964年、沖縄相互銀行・第一相互銀行が合併して設立。1972年沖縄相互銀行に商号変更 |